# Yoshioka
Yoshioka (吉岡町 Yoshioka-machi?) es un pueblo en la prefectura de Gunma, Japón, localizado en la parte central de la isla de Honshū, en la región de Kantō. El 1 de marzo de 2021 tenía una población estimada de 21 824 habitantes y una densidad de población de 1067 personas por km².

## Geografía
Yoshioka se encuentra en el centro de la prefectura de Gunma, entre las laderas sudorientales del monte Haruna y la región del río Tone. Limita con las ciudades de Maebashi y Shibukawa y la villa de Shintō. 

## Clima
Yoshioka se ubica en uno de los puntos más  interiores y distantes del mar de todo Japón, por lo cual posee una menor influencia de la humedad marítima que el promedio del país. 
Tiene un clima continental húmedo (Köppen Cfa) caracterizado por veranos cálidos e inviernos fríos con fuertes nevadas.  La temperatura media anual en Yoshioka es de 13,8 °C.

## Demografía
Según los datos del censo japonés, la población de Yoshioka ha crecido en los últimos 50 años.
| Gráfica de evolución demográfica de Yoshioka entre 1940 y 2015 |
|                                                                |
| Oficina de Estadística de Japón                                |